# Atherigona gracilipalpis
Atherigona gracilipalpis är en tvåvingeart som beskrevs av Deeming 1971. Atherigona gracilipalpis ingår i släktet Atherigona och familjen husflugor. Inga underarter finns listade i Catalogue of Life.